# Anclaje (tributo)
Se llama anclaje al tributo o derecho que se cobraba en los puertos de mar de España por permitir que los navíos echaran el ancla o dieran fondo en ellos. 
Este derecho se pagaba por toda nave que entre a dar fondo en el puerto, aunque no lo hiciera sino forzada por algún temporal o de arribada y aunque no desembarcara ningún género ni hiciera mercado. Pero es costumbre generalmente recibida que si después de haber salido un buque de un puerto en que pagó el derecho de anclaje, se viese precisado por algún accidente a volver a entrar en él sin haber arribado a otro paraje, no se le obligara al pago de aquel tributo. 